# Afghánský cestovní pas

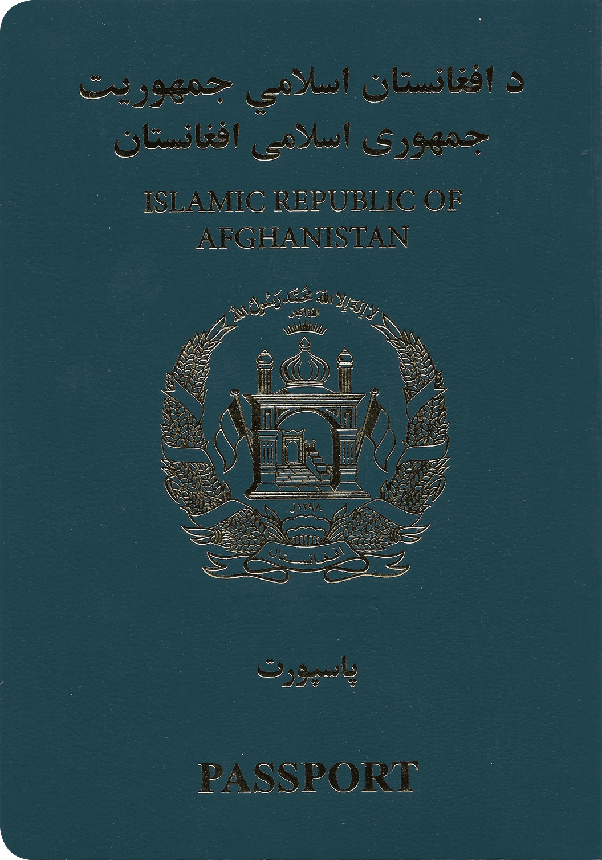
Přední strana obálky afghánského pasu. Nové pasy nesou tento design i přes svržení Afghánské islámské republiky v roce 2021

Afghánský cestovní pas je cestovní doklad vydávaný Generálním ředitelstvím pasů státním příslušníkům a občanům Afghánistánu. Každá osoba s platným elektronickým afghánským průkazem totožnosti (e-Tazkira) může požádat o afghánský pas a obdržet ho, obnovitelný je každých 5–10 let.
Afghánský pas zavedl v roce 1880 emír Abdur Rahman Chán. Biometrické pasy se začaly vydávát v září 2011 diplomatům a státním úředníkům, a v březnu 2013 široké veřejnosti. Abdul Karim Hasib je současným ředitelem Generálního ředitelství pasů. Jeho předchůdcem byl Alam Gul Haqqani.
Cena nového pětiletého afghánského pasu je 5 000 afghání. Za desetiletý pas se platí poplatek 10 000 afghání. V současné době[kdy?] lze denně vydat až 10 000 afghánských pasů. Očekává se, že toto číslo dosáhne až 15 000.
Afghánský pas byl v žebříčku Henley Passport Index označen za nejméně platný pas na světě, protože jeho držitelé mohou bez víz navštívit pouze 25 destinací.

## Vízové požadavky

Vízové požadavky pro držitele Afghánských pasů
Afghánistán
Vízum není nutné
Vízum při příjezdu
eVisa
Vízum dostupné při příjezdu nebo online
Vízum nutné předem